# Biomphalaria glabrata
Biomphalaria glabrata är en snäckart som först beskrevs av Thomas Say 1818.  Biomphalaria glabrata ingår i släktet Biomphalaria och familjen posthornssnäckor. Inga underarter finns listade i Catalogue of Life.

## Bildgalleri